# Fúrmanov
Fúrmanov (del ruso: Фурманов) es una ciudad del óblast de Ivánovo, en Rusia, centro administrativo del raión homónimo. Está situada a 28 km al norte de Ivánovo, y a poca distancia al sur del Volga. Contaba con 37.488 habitantes en 2009.

## Historia
En 1918, la fusión de varios pueblos, conocidos desde el siglo XVII, crea el nacimiento de la ciudad de Sereda (Середа). El 13 de marzo de 1941 fue renombrada como Fúrmanov, en homenaje al escritor bolchevique Dmitri Fúrmanov (1891-1926), nacido aquí.

## Demografía
La situación demográfica de Fúrmanov se deterioró en el curso de la década de 1990. en 2001, el crecimiento natural acusaba un inquietante déficit de 13.6 por mil, a raíz de la débil tasa de natalidad (8.4 por mil) y la alta tasa de mortalidad (22 por mil).
| 1926   | 1939   | 1959   | 1970   | 1979   | 1989   | 2002   | 2008   |
| ------ | ------ | ------ | ------ | ------ | ------ | ------ | ------ |
| 21 000 | 36 000 | 38 200 | 40 200 | 44 200 | 46 200 | 40 874 | 37 633 |

## Economía
Fúrmanov cuenta con tres fábricas textiles que elaboran hilados y paños de algodón:
- AOOT Tekstilnaya firma Osnova (АООТ Текстильная фирма Основа)
- OAO Tekstil (ОАО Текстиль)
- OAO Furmanovskaya priadilno-tkatskaya fabrika N2 (ОАО Фурмановская прядильно-ткацкая фабрика N2)

La empresa OAO Jromtsovski karier (ОАО Хромцовский карьер) explota canteras para la obtención de materiales de construcción (piedra, grava, arena).